# Сивка-Калушская
Си́вка-Калушская (укр. Сівка-Калуська) — село в Калушской общине Калушского района Ивано-Франковской области Украины.
Население по переписи 2001 года составляло 1646 человек. Занимает площадь 7,69 км². Почтовый индекс — 77309. Телефонный код — 03472.